# Abamectin
| Abamectin (INN)      |                                                                            |                                                                            |            |
| Andere Namen         | Avermectin                                                                 | Avermectin                                                                 |            |
| Name                 | Avermectin B1a                                                             | Avermectin B1b                                                             |            |
| Strukturformel       | Struktur von Abamectin                                                     | Struktur von Abamectin                                                     |            |
| CAS-Nummer           | 71751-41-2                                                                 | 71751-41-2                                                                 | 71751-41-2 |
| CAS-Nummer           | 65195-55-3                                                                 | 65195-56-4                                                                 |            |
| PubChem              | 6434889                                                                    | 6858005                                                                    |            |
| Summenformel         | C48H72O14                                                                  | C47H70O14                                                                  |            |
| Molare Masse         | 873,09 g·mol−1                                                             | 859,06 g·mol−1                                                             |            |
| Aggregatzustand      | fest                                                                       | fest                                                                       |            |
| ATC-Code             | QP54AA02                                                                   | QP54AA02                                                                   |            |
| Kurzbeschreibung     | weißer Feststoff                                                           | weißer Feststoff                                                           |            |
| Schmelzpunkt         | 155–157 °C                                                                 | 155–157 °C                                                                 |            |
| Dichte               | 1,16 g·cm−3 (21 °C)                                                        | 1,16 g·cm−3 (21 °C)                                                        |            |
| Löslichkeit          | nahezu unlöslich in Wasser                                                 | nahezu unlöslich in Wasser                                                 |            |
| GHS- Kennzeichnung   | aus Verordnung (EG) Nr. 1272/2008 (CLP), ggf. erweitert \| \| \| \| Gefahr | aus Verordnung (EG) Nr. 1272/2008 (CLP), ggf. erweitert \| \| \| \| Gefahr |            |
| H- und P-Sätze       | 361d‐300‐330‐372‐410                                                       | 361d‐300‐330‐372‐410                                                       |            |
| H- und P-Sätze       | 201‐260‐273‐301+310+330‐304+340+310‐403+233                                |                                                                            |            |
| Toxikologische Daten | 10 mg·kg−1 (LD50, Ratte, oral)                                             | 10 mg·kg−1 (LD50, Ratte, oral)                                             |            |
|                      |                                                                            |                                                                            |            |

Abamectin ist ein natürliches Fermentationsprodukt des Bakteriums Streptomyces avermitilis.

## Chemische Eigenschaften
Abamectin besteht aus zwei sehr ähnlichen Molekülen (mindestens 80 % Avermectin B1a und nicht mehr als 20 % Avermectin B1b), die beide zur Stoffgruppe der Avermectine gehören. Abamectin ist weitgehend wasserunlöslich und ist empfindlich gegen Sonnenlicht.
Durch Hydrierung von Abamectin wird der ebenfalls insektizide, akarizide und nematizide Wirkstoff Ivermectin erhalten. Diese Reaktion ist mit dem Wilkinson-Katalysator möglich.

## Verwendung

### Pflanzenschutz
Abamectin wird wegen seiner akariziden und insektiziden Wirkung (Wirkung gegen Milben und Insekten) zur Bekämpfung von Pflanzenschädlingen verwendet.
Abamectin ist in vielen Staaten der EU, auch in Deutschland sowie in der Schweiz als Wirkstoff in Pflanzenschutzmitteln zugelassen. Bei der Zulassung vor der Europäischen Behörde für Lebensmittelsicherheit EFSA waren zwei Studien aus den Jahren 2005 und 2007 von der Firma Syngenta zurückgehalten worden, welche ein „akutes Risiko“ für Menschen nicht ausschließen. Daher darf Abamectin bei Äpfeln und Birnen nicht mehr eingesetzt werden.

### Tiermedizin
Abamectin ist ferner gegen Fadenwürmer (Nematoden) wirksam und wird in der Tiermedizin gegen Würmer und verschiedene Ektoparasiten des Rindes und anderer Nutztiere eingesetzt. In den deutschsprachigen Ländern sind keine Fertigarzneimittel zugelassen.

## Handelsnamen
Abba, Affirm, Agri-Mek, Avicta, Avid,  Dynamec, Vertimec Pro, Zephyr